# Kuolema
Kuolema – drugi album fińskiego zespołu darkmetalowego Ajattara, wydany w marcu 2003 roku przez wytwórnię Spinefarm Records.

## Twórcy
- Ruoja (Pasi Koskinen) - śpiew, gitara
- Samuel Lempo (Tomi Koivusaari) - gitara
- Atoni (Toni Laroma) - gitara basowa
- Ikkala (Jarmo Ikala) - keyboard
- Malakias II (Jan Rechberger) - perkusja

## Lista utworów
Słowa i muzyka: Pasi Koskinen
1. "Antakaa elää" – 03:24
2. "Surman henki" – 02:51
3. "Haureus" – 02:56
4. "Huoran alla" – 02:42
5. "Ikiyössä" – 03:22
6. "Musta leski" – 03:10
7. "Sielun särkijä" – 03:52
8. "Kituvan kiitos" – 03:30
9. "Helvetissä on syntisen taivas" – 03:58
10. "Rauhassa" – 03:46